# Segle de Pèricles
El segle de Pèricles és el nom donat al període històric comprès entre el setge de Samos per part dels atenencs (439 aC) i la derrota dels grecs a la batalla de Queronea davant l'exèrcit macedoni de Filip II (338 aC).
Pèricles fou un estrateg, polític i orador atenenc que sabé tenir a prop les personalitats més destacades de la seva època, homes que destacaven en la política, filosofia, arquitectura, escultura, història, literatura i estratègia. Fomentà les arts i les lletres i donà a Atenes una esplendor que mai més no es repetiria en la història. També dugué a terme grans obres públiques i millorà la qualitat de vida dels ciutadans. És per això que aquesta important figura donà nom al "segle d'or atenenc", l'apogeu de l'antiga Grècia.

## Govern
En aquest període, Atenes va estar governada per 10 estrategs (o generals) que eren escollits cada any per les deu tribus de ciutadans, i el comandant suprem de les quals rotava diàriament. Aquests estrategs tenien tasques que incloïen planejar les expedicions militars, rebre enviats d'altres ciutats estat i dirigir els afers diplomàtics. Durant el període en què Efialtes fou cap del partit demòcrata, Pèricles fou el seu ajudant. Efialtes va ser assassinat pels seus enemics personals i fou aleshores que va substituir-lo Pèricles, qui, l'any 445 aC, va ser nomenat estrateg, càrrec que va mantenir fins que morí, l'any 429 aC, sempre per elecció popular de l'Ekklesia.
Pèricles fou un gran orador, qualitat que va permetre-li obtenir èxit amb la seva paraula a l'Ekklesia, exposant-hi la seva visió de la política. Un dels seus encerts més grans fou aconseguir que es permetés l'accés als càrrecs de funcionari públic als ciutadans atenencs anomenats tetes, que eren aquells ciutadans que no tenien riqueses. Un altre gran èxit del seu govern fou la institució de la mistofòria (en grec: μισθoφoρια, literalment, funció assalariada), ço és, un sou especial per als ciutadans funcionaris que assistissin a l'Ekklesia. D'aquesta manera aquests ciutadans no perdien res malgrat haguessin de dedicar-se per complet a aquests càrrecs públics. Amb aquest sistema va aconseguir que l'Ekklesia estigués sempre plena d'assistents. Com a governador d'Atenes aconseguí que la ciutat arribés a ser la primera i més important del món grec, tot adquirint unes institucions democràtiques.
El poble sobirà es governava a si mateix, sense intermediaris, bo i decidint els afers d'Estat a l'Ekklesia. Els ciutadans atenencs eren lliures i només devien obediència a llurs lleis i respecte a llurs déus. Va aconseguir-se la igualtat de paraula a l'Ekklesia. No van desaparèixer les classes censorials, però llur poder fou més limitat; repartien els càrrecs fiscals i militars, però els era impossible distribuir els privilegis.
El principi d'igualtat atorgat a tots els ciutadans duia també el risc del frau, ja que molts eren incapaços d'exercir els drets polítics a causa de llur extrema pobresa o ignorància. Per evitar això, la democràcia atenenca s'aplicà la tasca d'ajudar els més necessitats de la manera següent:
- Concessió de sous als funcionaris públics.
- Cercar i proporcionar feina als pobres.
- Atorgar terres als pagesos pobres.
- Assistència pública per als invàlids, orfes i indigents.

El compliment d'aquestes normes va fer-se en gran manera, car n'ha arribat el testimoni de l'historiador grec Tucídides (460 aC - 400 aC) que comenta: Tot aquell que és capaç de servir a la ciutat no troba cap impediment, ni la pobresa, ni la condició ciutadana.

## Institucions

### Els magistrats
Els magistrats eren aquelles persones que ocupaven un càrrec públic, qui formaven l'Administració Estatal, estaven sotmesos a un rigorós control popular. Els magistrats eren escollits a l'atzar, pel sistema de les mongetes. Es disposava d'unes mongetes blanques i unes altres de negres i segons la mongeta que la persona tragués de la capsa, obtenia o no el càrrec. Era una forma d'eliminar tota influència de les persones més riques i les possibles intrigues. Només hi havia dos càrrecs que no eren escollits per aquest sistema, sinó per l'Ekklesia del poble: el d'estrateg (o general) i el de magistrat de les finances. Se suposava que per exercir aquests dos càrrecs calia tenir unes determinades i importants qualitats. Els càrrecs dels magistrats no tenien una llargada més gran d'un any amb la mateixa persona, inclosos els estrategs, per això el nomenament de Pèricles any rere any constitueix una excepció. Després d'un any, cada magistrat havia de fer comptes de la seva administració i en quin estat quedava el patrimoni.
Els magistrats més honorables eren els antics arconts polemarcs, que en el passat foren els caps de la ciutat atenenca i que en el segle de Pèricles varen perdre llur gran influència i poder. Eren qui presidien els tribunals.
Els estrategs (o generals) foren els magistrats més importants per llur tasca com a militars, marins i diplomàtics. Els escollia sempre l'Ekklesia del poble en nombre de 10.
Hi havia també més de 40 funcionaris de la hisenda, així com més de 60 policies, encarregats de la vigilància dels carrers, del mercat, dels pesos i mesures, com també de la verificació dels arrestos i de les execucions.

### Assemblea o Ekklesia
L'Assemblea (o Ekklesia directament del grec) fou el primer òrgan de la democràcia atenenca. En teoria s'havien de reunir en assemblea tots els ciutadans d'Atenes, però el nombre màxim que s'arribà a reunir es calcula que fou de 6.000 ciutadans. El lloc de la reunió era un espai situat al turó de Pnyx, davant de l'Acròpolis. Les sessions duraven de vegades des de l'alba fins al vespre. Es reunien amb una freqüència de 40 vegades per any.
L'Ekklesia decidia les lleis i els decrets que eren proposats, però sempre sobre les lleis antigues que encara eren en vigor. Els projectes de llei es votaven en dues etapes: primer decidia la mateixa Assemblea i després el Consell (o Bulé), que era qui definitivament donava l'aprovació.

### Consell o Bulé
El Consell (o Bulé directament del grec) estava format per 500 membres, 50 per cadascuna de les tribus. Aquestes persones eren escollides traient uns nombres a l'atzar, pel sistema de les mongetes. D'aquí que se'ls donés familiarment el nom de consellers de la mongeta, oficialment eren coneguts com a pritans (en grec: πρυτανις).
Els consellers examinaven i estudiaven els projectes de llei i, a més a més, vigilaven els magistrats i s'ocupaven que els detalls de l'administració quotidiana fossin a bon port, així com dels afers exteriors. Aquest organisme era com un perllongament de l'Assemblea.
Es reunien també al turó de Pnyx, en un lloc expressament preparat per a aquesta reunió. Els 50 pritans en exercici seien en unes grades fetes en la roca. Hi havia dues plataformes de pedra a les quals s'accedia mitjançant una petita escala de tres graons. A la primera plataforma es trobaven els secretaris, i a la segona, l'orador.

## Finances

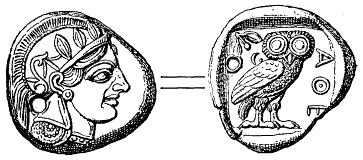
Reproducció d'un tetradracma atenenc amb l'efígie d'Atena —protectora de la ciutat— a l'anvers, i el seu mussol —símbol de la saviesa— al revers (circa 490 aC)

Els recursos econòmics de l'Estat no eren gaire abundants. Tota la grandesa d'Atenes durant el segle de Pèricles (obres públiques, escultures…) no havien pogut dur-se a terme sense el recurs del tresor de la Lliga de Delos. D'altres ingressos menors provenien dels drets de duana i de les multes. En temps de guerra s'hi afegia un impost especial que havien de pagar els ciutadans rics. Aquests ciutadans tenien a càrrec seu de manera permanent altres impostos que beneficiaven la ciutat; era l'anomenat "sistema de litúrgies". Havien de pagar per dur-se a terme la construcció i manteniment de les naus trirems que tant poder naval donaren a Atenes, així com pagar i mantenir també un cor necessari per a les grans festes religioses.